# Oppidum d'Ensérune
Oppidum d'Ensérune is een archeologische plaats gelegen op een berg in de Franse gemeente Nissan-lez-Enserune, in het departement Hérault. De oude plaats werd bewoond in de periode van  6e eeuw v.Chr. tot de 1e eeuw n.Chr. De locatie werd waarschijnlijk gekozen vanwege de goede uitkijkpositie boven op een berg en de nabijheid van de Via Domitia.
Étang de Montady ligt hier aan de voet van de heuvel. Dit was tot de 13e eeuw een moerasgebied.